# 2009년 12월
| 2009년: 1월 · 2월 · 3월 · 4월 · 5월 · 6월 · 7월 · 8월 · 9월 · 10월 · 11월 · 12월 |

| <          | 2009년 12월 | 2009년 12월  | 2009년 12월  | 2009년 12월 | 2009년 12월 | >          |
| 일         | 월          | 화           | 수           | 목          | 금          | 토         |
|            |             | 1 10.15 경진 | 2 16 신사    | 3 17 임오   | 4 18 계미   | 5 19 갑신  |
| 6 20 을유  | 7 21 병술   | 8 22 정해    | 9 23 무자    | 10 24 기축  | 11 25 경인  | 12 26 신묘 |
| 13 27 임진 | 14 28 계사  | 15 29 갑오   | 16 11.1 을미 | 17 2 병신   | 18 3 정유   | 19 4 무술  |
| 20 5 기해  | 21 6 경자   | 22 7 신축    | 23 8 임인    | 24 9 계묘   | 25 10 갑진  | 26 11 을사 |
| 27 12 병오 | 28 13 정미  | 29 14 무신   | 30 15 기유   | 31 16 경술  |             |            |

| - 12월 4일 - 스테판 툴민 - 12월 13일 - 폴 새뮤얼슨 - 12월 20일 - 브리트니 머피 - 12월 30일 - 압두라만 와힛 편집하기 |

## 2009년12월 31일
- 핀란드 에스포에 있는 쇼핑몰에서 총기난사 사건이 발생해 총 6명이 사망하였다.

## 2009년12월 30일
- 인도네시아의 압두라만 와힛 전 대통령이 향년 69세로 서거하였다.

## 2009년12월 27일
- 중국 허난성에서 위나라 태조 무제 조조의 것으로 추정되는 무덤이 발견되었다.
- UAE가 발주한 총 200억달러(한화 24조원대) 규모의 원자력발전소 건설공사를 한국전력공사 컨소시엄이 수주했다. 이는 대한민국의 첫 원전 플랜트 수출이자 사상 최대규모의 해외수주이다.

## 2009년12월 25일
- 일본 정부가 독도의 일본 영유권 주장을 고수하면서도 독도라는 표현을 명기하지 않은 고등학교 지리·역사 과목의 새 교과서 학습지도요령 해설서를 발표했다.
  - 이에 대해 일본 언론은 "한국을 배려한 것"이라고 평가했다.
  - 이에 대해 한국 정부는 "우리 정부는 일본 정부가 어떤 주장을 하든지 관계 없이 한일 간에 어떠한 문제도 존재하지 않는다는 입장"이라고 밝혔다.
- 재미교포 출신의 ‘조선민주주의인민공화국 인권 운동가’ 로버트 박이 조선민주주의인민공화국에 무단진입하였다.

## 2009년12월 24일
- 미국에서 건강보험 개혁안이 미국 상원을 통과하였다.

## 2009년12월 23일
- 대한민국 수도권 전철 중앙선이 국수역~용문역까지 19.7km 연장되었다.
- 중화인민공화국의 일당독재 폐지와 정치개혁 등을 요구하는 08 헌장 서명운동을 주도한 뒤 구금됐던 반체제 인사 류샤오보에 대한 재판이 시작되었다. 재판 결과 국가 전복 기도 혐의로 11년형을 선고받았다.

## 2009년12월 21일
- 멕시코 멕시코 시 의회에서 라틴 아메리카 최초로 동성 결혼을 합법화하였다.

## 2009년12월 20일
- 미국의 배우 브리트니 머피가 32세의 나이에 심장마비로 돌연사했다.
- 전라남도 여수시의 향일암에서 원인이 밝혀지지 않은 화재가 일어나 대웅전 등이 소실되었다.

## 2009년12월 18일
- 덴마크 코펜하겐에서 열린 제15차 유엔기후변화협약 당사국 총회가 폐막되었다.

## 2009년12월 17일
- 뱀주인자리에서 슈퍼지구 외계 행성 GJ 1214 b이 발견되었다.

## 2009년12월 14일
- 국제인권단체인 휴먼라이츠워치는 콩고민주공화국 정부군이 무장 반군 토벌 작전을 벌이고 있는 동부지역에서 올해 1월부터 9월까지 민간인 1천400명 이상이 살해됐다고 주장했다.

## 2009년12월 13일
- 이탈리아의 실비오 베를루스코니 총리가 밀라노 광장에서 열린 집회에서 시민이 던진 조각상에 맞아 중상을 입었다.
- 칠레의 대통령 선거가 열렸다.
- 미국의 경제학자 폴 새뮤얼슨이 94세의 나이로 세상을 떠났다.

## 2009년12월 12일
- 태국 보안당국의 말을 인용한 현지언론들은 조선민주주의인민공화국 평양에서 출발한 35톤의 미사일과 폭발물, 튜브(tubes) 등의 무기를 적재한 항공기를 압수하고 벨라루스 출신으로 알려진 5명의 외국인 승무원을 구금했다고 보도했다.
- 전라북도 군산시 앞바다에서 오전 8시 10분쯤 선박이 충돌해 선원 1명이 숨지고 2명이 실종됐다.

## 2009년12월 11일
- 서울 광화문광장에서 3일간 2009 서울 스노우 잼(Seoul Snow Jam)이 열렸다. 11일~12일에는 현대카드 슈퍼매치 IX - Snow Board City Jump가 13일에는 LG 2009 FIS 스노보드 월드컵 빅에어 대회가 열렸다.

## 2009년12월 10일
- FIFA 클럽 월드컵 2009가 아랍에미리트에서 개막하였다.
- 스웨덴 스톡홀름(평화상은 노르웨이 오슬로)에서 수상식이 열렸고, 화학상 3명, 경제학상 2명, 문학상 1명, 평화상 1명, 물리학상 3명, 생리학·의학상 3명, 총 13명이 수상했다.

## 2009년12월 8일
- 이라크의 바그다드에서 연쇄폭탄테러가 일어나 127명이 죽고 448명이 다쳤다.

## 2009년12월 7일
- 덴마크 코펜하겐에서 제15차 기후 변화에 관한 국제 연합 기본 협약 당사국 총회가 열렸다.

## 2009년12월 5일
- 대한민국의 피겨 스케이팅 선수 김연아가 2009 - 2010 ISU 그랑프리 피겨 스케이팅 파이널의 여자 싱글 부문에서 우승하였다.

## 2009년12월 4일
- 남아프리카공화국 케이프타운 국제컨벤션센터에서 2010 FIFA 월드컵 본선 조추첨이 열렸다.

## 2009년12월 3일
- 대한민국의 비지상파 종편방송 기업인 주식회사 오채널방송을 설립하였다.

- 대한민국 철도노조가 파업을 철회했다.
- 경기도 포천의 국방과학연구소 총포탄약시험장의 155mm 고폭탄 폭발사고로 60여명이 부상당했다.

## 2009년12월 1일
- 중국 신화통신사는 "조선민주주의인민공화국 외무성 관리가 11월30일부터 기존 조선민주주의인민공화국 화폐 사용을 중단한다고 각국 외교사절에 통보했다"고 보도했다.
- AFP 통신은 온두라스 선거위원회 관계자를 인용해, 보수 진영 야당 후보인 국민당의 포르피리오 로보 후보가 새 대통령에 당선됐다고 보도했다.